# Ватега (аеродром)
Ватега — недобудований військовий аеродром поблизу однойменного селища Онезького району Архангельської області. Відомий також під назвою Андозеро. У 13 км на захід, за озером Андозеро, знаходиться місто Онега.
Аеродром був призначений для прийому важких стратегічних бомбардувальників. Під час будівництва було прокладено трубопровід із залізничної станції для подачі гудрону. Готовність аеродрому була близько 90 %. Є кістяк командно-диспетчерського пункту.
На аеродром планувалося також переклад міського аеропорту Онєги, щоб стало можливим обслуговування останнього великими пасажирськими літаками.
Аеродром був покинутий у 1995 році. Плити марки ПАГ-18 із попередньо напруженого бетону, що мають розмір 6×2 м і товщину 18 см, у кількості 17 161 штук із злітно-посадкової смуги куплені, демонтовані та частково вивезені приватним підприємством ТОВ «Бьюті Стар». При вивезенні та реалізації плит у 2002 році відбувалися дії, кваліфіковані судом як розбій та здирництво групою осіб за попередньою змовою.